# 1114 Lorraine
1114 Lorraine è un asteroide della fascia principale del diametro medio di circa 62,2 km. Scoperto nel 1928, presenta un'orbita caratterizzata da un semiasse maggiore pari a 3,0921875 UA e da un'eccentricità di 0,0778172, inclinata di 10,74373° rispetto all'eclittica.
Il suo nome è un omaggio alla Lorena, una regione nel nord-ovest della Francia.